# Eliécer Pérez Gálvis
Eliécer Pérez Gálvis (Pereira, 1958) es un empresario y político colombiano, que se desempeñó como gobernador del Departamento de Vaupés entre 2020 y 2023. 

## Biografía
Nació en la ciudad de Pereira, entonces parte del extinto departamento del Viejo Caldas. Junto con su familia, en 1971, se estableció en Miraflores, en el departamento de Vaupés. Proveniente de una familia de bajos recursos, desde joven debió desempeñarse en múltiples oficios. Realizó sus estudios primarios en esta población, sin que pudiera continuar con su educación.
Entre 1998 y 2001 trabajó en el sector público en el extinto banco Caja Agraria. Más adelante continuó su trabajo en el sector público como funcionario de la Gobernación de Vaupés (2002-2011) y de la Alcaldía de Mitú (2011-2014). Al mismo tiempo se desempeñó como empresario.
En las elecciones regionales de Colombia de 2019 resultó elegido Gobernador de Vaupés con 3.843 votos, equivalente al 28,49% de los votos emitidos. Para los comicios obtuvo el aval del Partido Centro Democrático y centró su campaña en la protección de los recursos naturales del departamento. En estas elecciones fue el tercer gobernador electo con más pérdidas, pues en su campaña a la gobernación invirtió $396.204.674 de pesos, pero solo se repusieron $14.094.540 pesos de sus 3.800 votos, por lo cual perdió $382.110.134 de pesos.